# حجلى بيت غانم (المحويت)

تعديل مصدري - تعديل

حجلى بيت غانم هي إحدى قرى عزلة قبلة ابن عبد الله بمديرية المحويت التابعة لمحافظة المحويت، بلغ تعداد سكانها 137 نسمة حسب تعداد اليمن لعام 2004.